# 蒙田大街
蒙田大街（法語：Avenue Montaigne）是法国巴黎第八区的一条街道。
蒙田大街最初称为寡妇巷（allée des Veuves），因为妇女们在此聚集哀悼，但是自从18世纪初起这条街已经发生很大变化。这条街现在的名称得名于法国文艺复兴作家蒙田。在19世纪，这条街因周六夜晚五彩闪烁的Mabille球赢得了一些名声。
蒙田大街拥有许多高级时装店，如克里斯汀·迪奥、香奈儿和华伦天奴，以及宝格丽等珠宝店，和雅典廣場酒店等高档场所。
1980年代，蒙田大街被认为是法国高档时装及配件街道的“伟大的女性”（la grande dame），其重要性被认为超过了圣奥诺雷郊区街。一些服装设计师驻扎于此，例如路易威登。路易威登为这条街带来了投资和国际关注，设计师和公司，如席琳，洛伊，路易威登，Inès de la Fressange和以前的克里斯汀·拉克鲁瓦 ，都在这条街大量投资房地产。
加拿大大使馆设在蒙田大街35号。
蒙田大街15号坐落着香榭丽舍剧院。
2008年12月4日，蒙田大街29号的Harry Winston精品店在打烊前遭到三四名武装劫匪抢劫，损失价值超过8000万欧元（约1亿美元）的“钻戒、项链和高档手表”，其中至少两名劫匪穿戴着假发和妇女的衣服。2007年10月这里也遭遇过类似的抢劫案，损失了2000万欧元。